# The Jacksons (émission de télévision)
Pour les articles homonymes, voir The Jacksons.

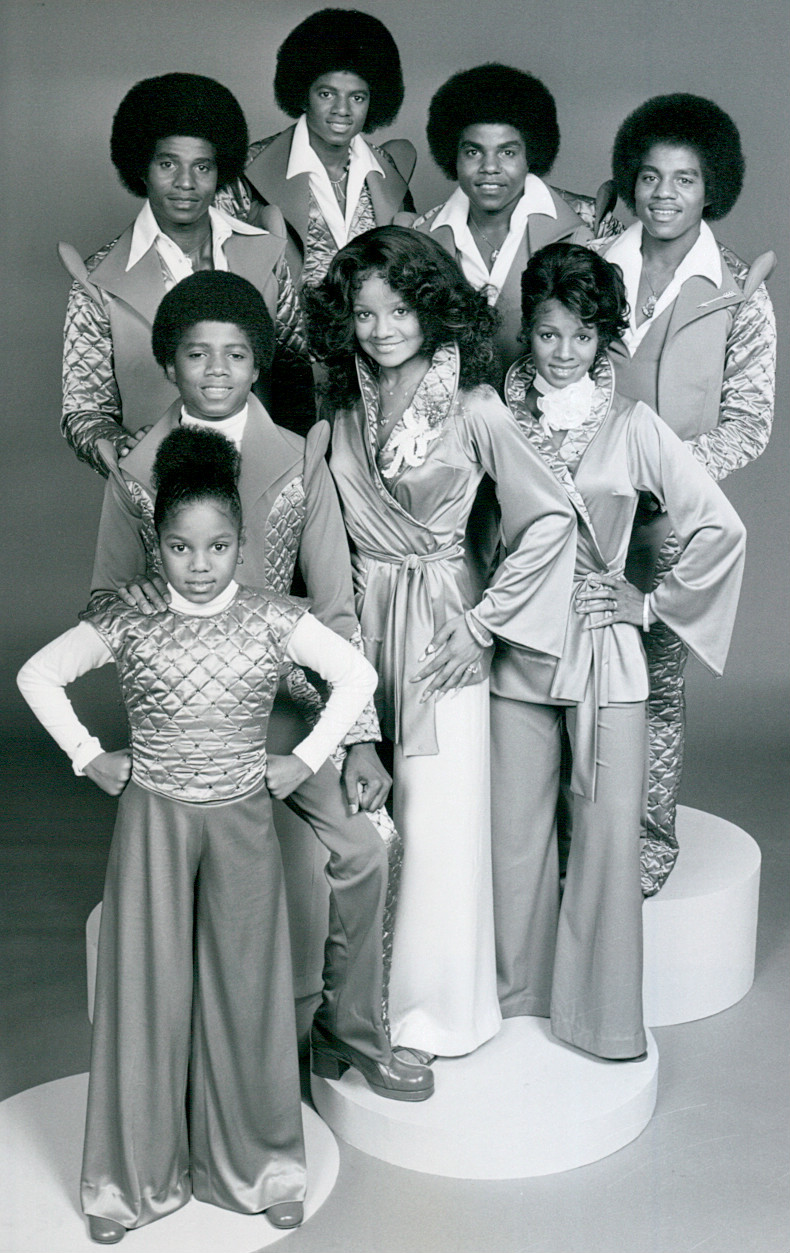
La fratrie Jackson avec : au 1er rang, Janet : au 2e rang, Randy, Rebbie et La Toya ; au 3e rang, Jackie, Michael, Tito et Marlon. Il y manque Jermaine.

The Jacksons était une émission de télévision de variété et de spectacle présentée sur CBS, diffusée entre 1976 et 1977. Elle était animée par la fratrie Jackson, dont faisait partie le célèbre groupe des Jacksons, soit : Rebbie Jackson, Jackie Jackson, Tito Jackson, La Toya Jackson, Marlon Jackson, Michael Jackson, Randy Jackson et Janet Jackson.

## Invités
- David Letterman
- Mohamed Ali
- Joey Bishop
- Tim Conway
- Lynda Carter
- John Byner
- Sonny Bono
- Tina Turner
- Ed McMahon
- Mackenzie Phillips
- Redd Foxx
- Betty White